# دهنو (فیروزآباد)
دهنو، روستایی در دهستان بایگان بخش مرکزی شهرستان فیروزآباد در استان فارس ایران است.

## جمعیت
بر پایه سرشماری عمومی نفوس و مسکن در سال ۱۳۹۵، جمعیت این روستا برابر با ۴۶ نفر (۱۵ خانوار) بوده است.